# Eliot Ness
Eliot Ness (Chicago, 19 de abril de 1903 - Coudersport, 16 de maio de 1957) foi um agente do Tesouro Americano, famoso por seus esforços para fazer cumprir a Lei Seca em Chicago. Foi líder de uma equipe lendária apelidada de Os Intocáveis, notabilizada pela participação na prisão do gângster Al Capone. O apelido de Os Intocáveis foi dado após as diversas tentativas de suborno feitas por Capone e rechaçadas por Ness e sua equipe.
Foi secretário da segurança pública de Cleveland de 1935 a 1942, após o fim da Lei Seca. Sua boa reputação (de homem moralmente integro) desmoronou a partir de 1942, quando abandonou o local de um acidente de trânsito aparentemente provocado por ele. Após esse fato, tentou uma fracassada carreira como empresário e se candidatou à Prefeitura de Cleveland, mas sem conseguir vencer.
Morreu pobre e em desgraça pública, de ataque cardíaco, em 16 de maio de 1957, em Coudersport. Suas cinzas foram espargidas no Lake View Cemetery, Cleveland, Ohio, em 1997, graças à iniciativa de uma entidade de policiais, dando-lhe um funeral.

## Biografia
Eliot Ness nasceu em 19 de abril de 1903, no bairro de Kensington em Chicago, Illinois. Ele era o caçula de cinco filhos nascidos de Peter Ness (1850-1931) e Emma King (1863-1937). Seus pais, ambos imigrantes noruegueses, tinham uma padaria. Ness frequentou a Christian Fenger High School em Chicago. Ele formou-se em ciências políticas e administração de empresas, pela Universidade de Chicago, em 1925. No período universitário Foi membro da Sigma Alpha Epsilon. Iniciou sua carreira como investigador da Retail Credit Company de Atlanta, destinada ao território de Chicago, onde conduziu investigações com o objetivo de obter informações de crédito. Em 1929, retornou à universidade para fazer um curso de pós-graduação em criminologia, ministrado por August Vollmer, um notável reformador da polícia e chefe do Departamento de Polícia de Berkeley. As idéias de Vollmer sobre a profissionalização da aplicação da lei influenciaram Ness ao longo de sua carreira.:29-43, 64-67, 202-204 

## Vida pessoal
Ness foi casado com Edna Stahle de 1929 a 1938, a ilustradora Evaline Michelow (1911-1986) de 1939 a 1945 e a artista Elisabeth Andersen Seaver (1906-1977) de 1946 até sua morte em 1957. Ele também teve um filho adotivo, Robert (1946-1976) .:359-360, 531-532:

## Morte

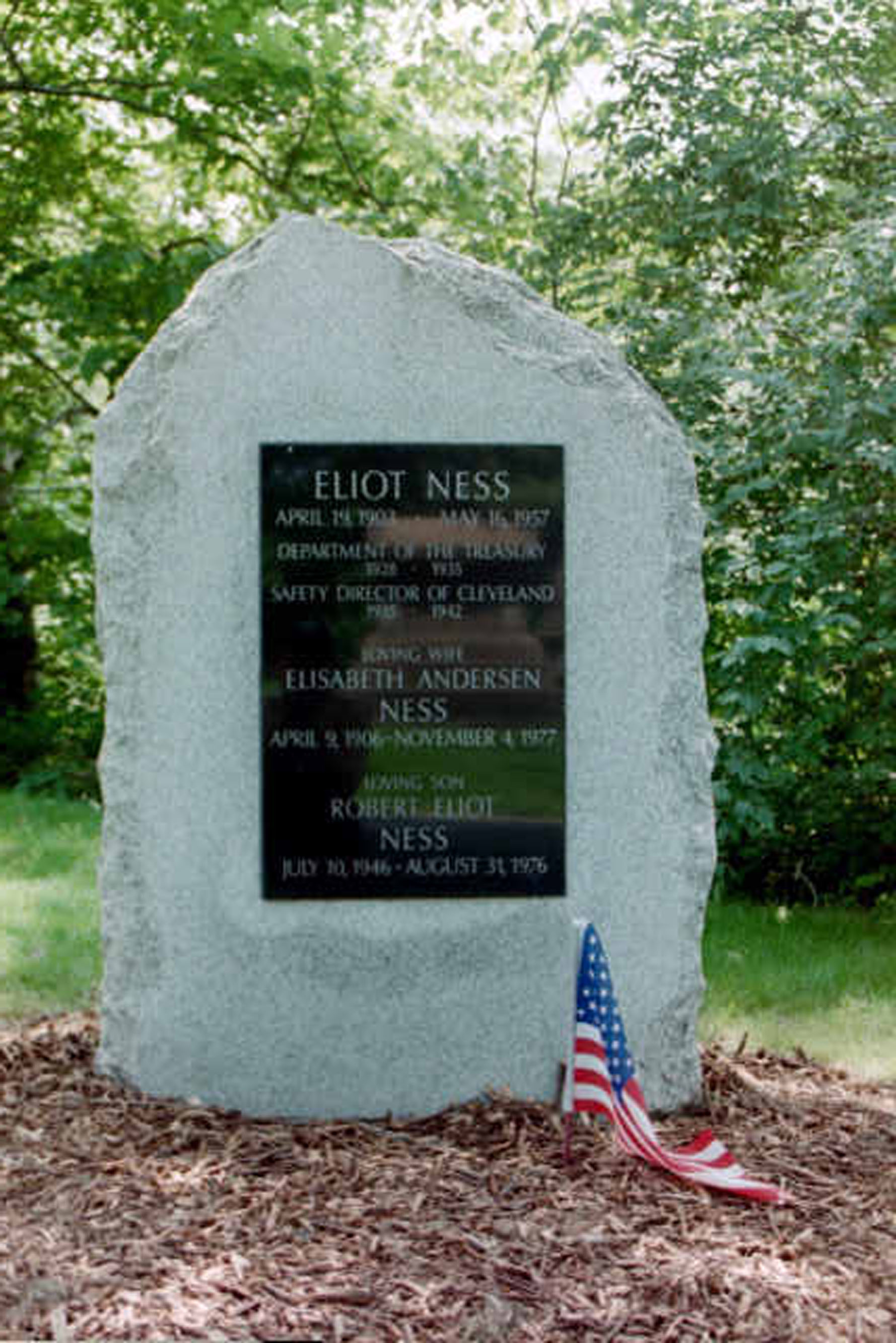
Monumento sepulcral no Lake View Cemetery

Ness desmaiou e morreu em sua casa em Coudersport, Pensilvânia, de um ataque cardíaco maciço em 16 de maio de 1957. Ele tinha 54 anos. Suas cinzas foram espalhadas em uma das pequenas lagoas do cemitério de Lake View, em Cleveland. Mais tarde, um admirador doou um terreno próximo à lagoa e ergueu um cenotáfio em sua homenagem.
Ness deixou sua viúva, Elisabeth Andersen Seaver, e o filho adotivo, Robert.

## Legado
Programas de televisão e filmes foram feitos com base na vida de Eliot Ness e na lenda em torno de sua obra em Chicago. Entre eles uma série de TV intitulada "The Untouchables", estrelada por Robert Stack como Ness e narrada por Walter Winchell, e em 1987 o filme de Brian De Palma com o mesmo título, The Untouchables, estrelado por Kevin Costner como Ness que também contou com Sean Connery e Robert De Niro. Estas duas representações ficcionais, mais do que a história real, inspiraram numerosos romances, uma segunda série de TV de curta duração, bandas desenhadas, bem como referências em desenhos animados, letras de rap e um episódio na série Supernatural. Pessoas que conheceram Ness pessoalmente dizem que ele era diferente dos personagens de TV e cinema, o Ness real raramente usava armas, era sossegado e cerebral.
Em 10 de janeiro de 2014, senadores de Illinois propuseram nomear a sede do Bureau de Álcool, Tabaco, Armas de Fogo e Explosivos em Washington, D.C. para Eliot Ness ATF Building.

## Ligação externa
- Dusty Roads of an FBI era, sobre Eliot Ness e o FBI (em inglês)
- Biografia no Free Information Society(em inglês)
- Biografia na Biblioteca da Pennsylvania State University (em inglês)
- Sobre Eliote Ness nos arquivos do FBI (em inglês)
- Eliot Ness (em inglês) no Find a Grave [fonte confiável?]